# Kunzea baxteri
Kunzea baxteri ist eine Pflanzenart aus der Gattung Kunzea innerhalb der Familie der Myrtengewächse (Myrtaceae). Dieser Endemit kommt nur im südlichen Teil des australischen Bundesstaates Western Australia vor.

## Beschreibung

### Vegetative Merkmale
Kunzea baxteri wächst als Strauch und erreicht Wuchshöhen von 1 bis 4 Metern.

### Generative Merkmale
Sie ist, mit Kunzea pulchella, eine der beiden Kunzea-Arten die rote Blüten ausbildet. Die zwittrigen Blüten sind radiärsymmetrisch und fünfzählig mit doppelter Blütenhülle. Die fünf Kelchblätter sind an ihrer Basis verwachsen. Der Kelchsaum besteht aus fünf zugespitzten Lappen. Die fünf Kronblätter fallen nach der Blütezeit ab. In jeder Blüte sind 26 bis 30 Staubblätter mit roten Staubfäden vorhanden. Die Staubbeutel sind zweifächrig, kurz und anliegend. Der unterständige Fruchtknoten ist fünffächrig und enthält viele Samenanlagen. Der rote Griffel ist fadenförmig und erreicht dieselbe Länge wie die Staubfäden.

## Vorkommen
Das Verbreitungsgebiet von Kunzea baxteri umfasst nur den südlichen Küstenstreifen von Western Australia zwischen Esperance und Albany sowie die Gegend südlich von Perth an der Südwestküste. Nach der vorläufigen Einteilung Australiens in biogeographische Regionen (Interim Biogeographic Regionalisation for Australia) fällt das Vorkommen von Kunzea baxteri auf die Regionen Esperance Plains, Jarrah Forest, Mallee und Swan Coastal Plain. Kunzea baxteri wächst im vom Meer her beeinflussten Klima auf sandigen Böden, Granit-Ausbissen und Granit-Hügeln.

## Nutzung
Wegen ihrer auffälligen roten Blüten und der leichten Vermehrbarkeit wird Kunzea baxteri im mediterranen Klima in Parks und Gärten, in kühleren Klimaten in Gewächshäusern kultiviert.

## Taxonomie
Die Erstbeschreibung dieser Art erfolgte im Jahr 1836 durch Johann Friedrich Klotzsch unter dem Namen (Basionym) Pentagonaster baxteri in der Allgemeinen Gartenzeitung. Sie wurde 1844 als Kunzea baxteri von Johannes Conrad Schauer in J. G. C. Lehmann: Plantae Preissianae, 1, S. 123 in die Gattung Kunzea gestellt. Das Artepitheton baxteri ehrt den englischen Naturforscher und Pflanzensammler William Baxter. 